# جرمایا دنتون
جرمایا دنتون (به انگلیسی: Jeremiah Denton) سناتور سابق عضو حزب جمهوری‌خواه ایالات متحده آمریکا بود. وی در سال ۱۹۸۱ تا ۱۹۸۷ میلادی سناتور ایالت آلاباما در سنای ایالات متحده آمریکا بود.